# Hexachaeta leptofasciata
Hexachaeta leptofasciata är en tvåvingeart som beskrevs av Hernandez-ortiz 1999. Hexachaeta leptofasciata ingår i släktet Hexachaeta och familjen borrflugor. Inga underarter finns listade i Catalogue of Life.